# Ibrahim al II-lea Aghlabidul
Ibrahim al II-lea (în limba arabă:أبو اسحاق ابراهيم الثاني) (d. 23 octombrie 902) a fost cel de al nouălea emir din dinastia aghlabizilor, care a domnit în Ifriqiya de la 875 până la moarte.
Ibrahim a succedat la conducerea emiratului aghlabit după moartea fratelui său, Muhammad al II-lea. Deși a moștenit un regat depopulat în urma epidemiei de ciumă din 874, domnia sa a fost prosperă sub aspect economic. În 876, el a construit un nou palat, Ar-Raqqada, în apropiere de Kairouan și a luat măsuri pentru dezvoltarea agriculturii prin construirea de sisteme de irigații.
Cu toate acestea, începutul declinului dinastiei poate fi datat în timpul domniei lui Ibrahim. Cu toate că ocuparea Siciliei a fost aproape desăvârșită odată cu cucerirea Siracusei din 878, bizantinii au reușit să îi alunge pe musulmani din Bari și Taranto în Apulia după o victorie navală. De asemenea, în 882 un atac al tulunizilor din Egipt a fost respins cu greu, iar tot mai desele răscoale ale berberilor împotriva regimului lui Ibrahim au dus până la urmă la căderea acestuia. Din 893, și-a făcut apariția acțiunea misionară a ismailiților conduși de Abu 'Abdullah al-Shi'i în rândul berberilor Kutama din Algeria, contribuind și aceasta la căderea aghlabizilor și la ridicarea dinastiei șiite a fatimizilor.
În condițiile în care presiunea populației asupra regimului său tiranic sporea în intensitate, Ibrahim al II-lea a fost nevoit să abdice în favoarea fiului său Abu l-Abbas Abdallah. Ibrahim a plecat în Sicilia pentru a conduce o campanie antibizantină, însă a murit de dizenterie în timpul unui atac în Calabria.